# Deodot iz Ruticinija
Fra Deodot iz Ruticinija, kršćanski svetac. Papa Pavao VI. proglasio ga je svetim 21. lipnja 1970. godine, kad i subrata mu Nikolu Tavelića. Djelovao je u Bosni.